# Ayşe Çağırır
Ayşe Çağırır – turecka bokserka wagi papierowej, medalistka mistrzostw Europy, mistrzyni Turcji.

## Kariera
Jako juniorka była wicemistrzynią Unii Europejskiej w kategorii papierowej (48 kg) w roku 2013. Podczas kariery juniorskiej dochodziła też do ćwierćfinału mistrzostw Europy oraz mistrzostw świata.
W 2014 zdobyła brązowy medal na mistrzostwach Europy w Bukareszcie. Po dwóch punktowych zwycięstwach w 1/8 finału oraz ćwierćfinale, Çağırır przegrała w półfinale z reprezentantką Bułgarii Sewdą Asenową. W listopadzie tego samego roku reprezentowała Turcję na mistrzostwach świata w Czedżu, gdzie odpadła w 1/8 finału.
W 2017 roku po raz pierwszy została mistrzynią Turcji w kategorii papierowej.
W 2018 roku była półfinalistką Turnieju im. Feliksa Stamma w Warszawie. W półfinale przegrała na punkty z Australijką Adrianą Smith. W tym samym roku Çağırır dochodziła do ćwierćfinałów mistrzostw Europy i świata.